# Heusden Koers 1984
De 36e editie van de Belgische wielerwedstrijd Heusden Koers werd verreden op 14 augustus 1984. De start en finish vonden plaats in Heusden. De winnaar was Dirk Heirweg, gevolgd door Frank Hoste en Werner Devos.

## Uitslag
| Heusden Koers 1984 |                      |                                    |       |
| Plaats             | Naam                 | Ploeg                              | Tijd  |
| Winnaar            | Dirk Heirweg         | Safir-Van De Ven                   | 3u22' |
| 2                  | Frank Hoste          | Europ Decor-Boule d'Or             | z.t.  |
| 3                  | Werner Devos         | Safir-Van De Ven                   | + 40" |
| 4                  | Willem Van Eynde     | Splendor-Jacky Aernoudt Meubelen   | z.t.  |
| 5                  | Kenny De Maerteleire | Tönissteiner-Lotto-Mavic-Pecotex   | z.t.  |
| 6                  | Jos Op 't Eyndt      | De Bilde-T Cops-Caenen-Dries       | z.t.  |
| 7                  | Patrick Devos        | Euro Soap-Crack Meubelen-Euro Zeep | z.t.  |
| 8                  | Michel Vaarten       | Suntour                            | z.t.  |
| 9                  | Marc Goossens        | Tönissteiner-Lotto-Mavic-Pecotex   | z.t.  |
| 10                 | Franky Van Oyen      | Europ Decor-Boule d'Or             | z.t.  |

1929 · 1930-1935 · 1936 · 1937 · 1938 · 1939 · 1952 · 1953 · 1954 · 1955 · 1956 · 1957 · 1958 · 1959 · 1960 · 1961 · 1962 · 1963 · 1964 · 1965 · 1966 · 1967 · 1968 · 1969 · 1970 · 1971 · 1972 · 1973 · 1974 · 1975 · 1976 · 1977 · 1978 · 1979 · 1980 · 1981 · 1982 · 1983 · 1984 · 1985 · 1986 · 1987 · 1988 · 1989 · 1990 · 1991 · 1992 · 1993 · 1994 · 1995 · 1996 · 1997 · 1998 · 1999 · 2000 · 2001 · 2002 · 2003 · 2004 · 2005 · 2006 · 2007 · 2008 · 2009 · 2010 · 2011 · 2012 · 2013 · 2014 · 2015 · 2016 · 2017 · 2018 · 2019 · 2020 · 2021 · 2022 · 2023